# Сомерсет (Техас)
Сомерсет (англ. Somerset) — місто (англ. city) в США, в окрузі Беар штату Техас. Населення — 1756 осіб (2020).

## Географія
Сомерсет розташований за координатами 29°13′43″ пн. ш. 98°39′25″ зх. д. / 29.22861° пн. ш. 98.65694° зх. д. (29.228612, -98.656850).  За даними Бюро перепису населення США в 2010 році місто мало площу 5,19 км², з яких 5,17 км² — суходіл та 0,02 км² — водойми.

## Демографія
Згідно з переписом 2010 року, у місті мешкала 1631 особа в 525 домогосподарствах у складі 405 родин. Густота населення становила 314 осіб/км².  Було 575 помешкань (111/км²).
Расовий склад населення:
| - 79,3 % — білих - 1,8 % — корінних американців - 0,6 % — чорних або афроамериканців - 16,1 % — осіб інших рас |

До двох чи більше рас належало 2,2 %. Частка іспаномовних становила 76,9 % від усіх жителів.
За віковим діапазоном населення розподілялося таким чином: 29,5 % — особи молодші 18 років, 58,4 % — особи у віці 18—64 років, 12,1 % — особи у віці 65 років та старші. Медіана віку мешканця становила 34,9 року. На 100 осіб жіночої статі у місті припадало 97,9 чоловіків;  на 100 жінок у віці від 18 років та старших — 92,0 чоловіків також старших 18 років.
Середній дохід на одне домашнє господарство  становив 48 947 доларів США (медіана — 45 568), а середній дохід на одну сім'ю — 53 997 доларів (медіана — 47 100). Медіана доходів становила 36 625 доларів для чоловіків та 24 519 доларів для жінок. За межею бідності перебувало 19,9 % осіб, у тому числі 35,9 % дітей у віці до 18 років та 7,2 % осіб у віці 65 років та старших.
Цивільне працевлаштоване населення становило 601 особа. Основні галузі зайнятості: освіта, охорона здоров'я та соціальна допомога — 25,1 %, будівництво — 12,3 %, роздрібна торгівля — 10,1 %, фінанси, страхування та нерухомість — 8,7 %.